# دکل (دریانوردی)
در دریانوردی دکل ستون چوبی یا فلزی یا ساخته شده از مواد سبک (مانند فیبر کربن پلیمری تقویت شده) است که در بادبان‌بندی قایق‌رانی بادبانی برای برپا نگهداشتن یا پشتیبانی از بادبان استفاده می‌شود. دکل شامل بوم و دکل می‌شود. هر دو این بخش‌ها مانند تیر جلوی کشتی و تیر نگهدارنده بادبان برای برای برپا نگهداشتن بادبان و مقاومت در برابر نیروهای فشار و خمش استفاده می‌شوند.
در کشتی‌های بزرگ عصر دریانوردی، دکل‌های یدکی با طناب به هم بسته می‌شدند تا یک سطح موقت به نام "عرشه دکلی" بسازند. از این سطح به عنوان جایی برای انجام تعمیرات موقت عرشه اصلی یا سکوی اضافی برای کالاها یا افراد استفاده می‌شد. "عرشه دکلی" نامی غیر رسمی برای سینه‌گاه یا عرشه کوچک پشت کشتی است. زیرا این قسمت‌ها جایی بودند که دکل‌های یدکی با روی هم قرار دادن روبروی عرشه اصلی کشتی نگهداری می‌شدند. امروزه عبارت "عرشه دکلی" برای نامیدن جلویی‌ترین بخش عرشه فلاش کشتی استفاده می‌شود.